# ويليام هويل (لاعب كريكت نيوزلندي)
ويليام هويل (13 يوليو 1883 بكرايستشرش في نيوزيلندا - 18 فبراير 1960) (بالإنجليزية: William Howell)‏ هو لاعب كريكت نيوزلندي. لعب مع فريق كانتربري للكريكت ‏.

## وصلات خارجية
- ويليام هويل على موقع إي آس بي آن كريك إنفو (الإنجليزية)